# Anselmo (Nebraska)
Anselmo è un comune degli Stati Uniti d'America, situato nello Stato del Nebraska, nella contea di Custer.